# Svensk röd och vit boskap
Ej att förväxla med Rödbrokig svensk boskap

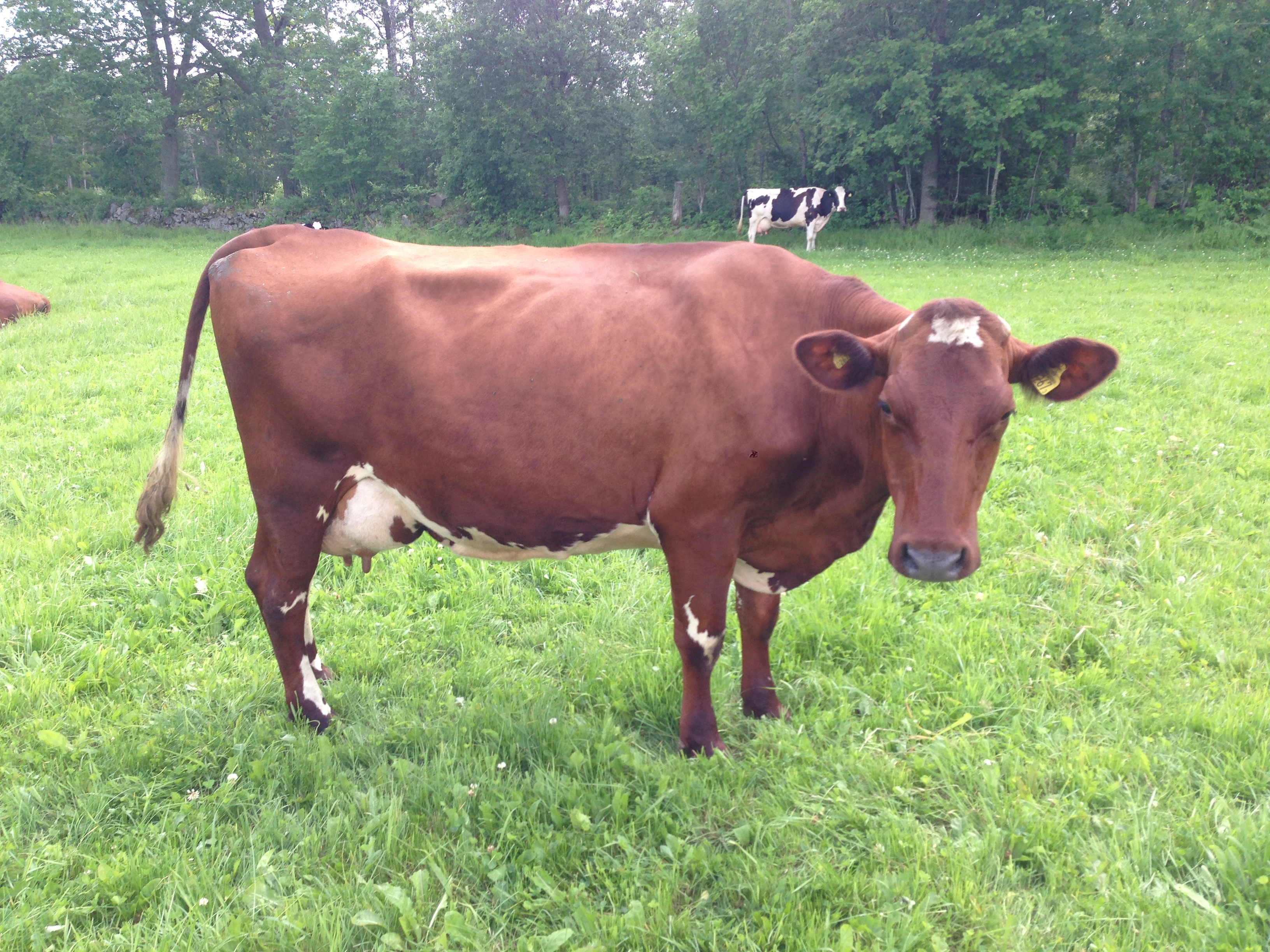
Ko av rasen Svensk röd och vit boskap (SRB).

Svensk röd och vit boskap, SRB, även kallad svensk rödbrokig boskap, är tillsammans med svensk låglandsboskap den vanligaste mjölkkorasen i Sverige. Rasen skapades 1928 och har sina rötter i RSB (rödbrokig svensk boskap) och svensk Ayrshire. 
SRB är egentligen en behornad ras men de flesta djur avhornas som kalvar eftersom horn kan skada både andra kor och människor. SRB har något sämre produktionsförmåga men har bättre fett- och proteinhalter än Svensk låglandsboskap samt har bättre fertilitet och hälsoegenskaper såsom god juverhälsa och lätta kalvningar. Under kontrollåret 2016 producerade SRB-kor i genomsnitt 9 156 kg mjölk med en fetthalt på 4,4 % och proteinhalten var 3,6 %. Omräknat till så kallad energikorrigerad mjölk (ECM) producerade SRB-korna 9 747 kg per år. Levandevikten för SRB-kor ligger oftast mellan 550 och 650 kg. Färgen kan vara allt från helt rödbrun till nästan helt vita, men några färgade partier finns alltid.  
Rasen utgör tillsammans med Svensk Låglandboskap 65% av Sveriges nötkött. SRB ansätter fett lättare än Svensk låglandsboskap och får en högre slaktkroppsklassning för form och fett. SRB-stutar har även en bättre marmoreringsgrad av köttet än stutar av rasen Svensk låglandsboskap.